# 综保区站
综保区站位于中华人民共和国安徽省合肥市瑶海区铜陵北路与东方大道交叉口地下，是合肥轨道交通4号线的地铁车站，工程站名东方大道站。

## 车站楼层
| B1 | 站厅                               | 出入口、票务服务、自动售票机、人工服务台   |  |
| B2 |                                    | █ 4号线列车往青龙岗方向 （安医一附院北区） |  |
| B2 | 岛式站台                           |                                            |  |
| B2 | █ 4号线列车往综保区方向 （终点站） |                                            |  |

## 车站结构
综保区站位于铜陵北路与东方大道交叉口，沿铜陵北路南北向布置，车站为地下两层单柱双跨岛式站台，站台宽度11m，设4个出入口，2组风亭，1座冷却塔。